# Koreanische Sprache
Die koreanische Sprache oder Koreanisch wird von mehr als 81 Millionen Menschen als Muttersprache gesprochen, von denen die meisten koreanischer Abstammung sind. Mit ihrer Sprecherzahl gehört sie zu den 25 meistgesprochenen Sprachen der Welt.
Sie gehört zur Koreanischen Sprachfamilie, zusammen mit der Jeju-Sprache und einigen ausgestorbenen Sprachen.
Koreanisch wird mit einer eigens entwickelten Alphabetschrift Hangeul geschrieben. Die lokalen Namen der Sprache sind in Südkorea hangugeo (Hangeul: 한국어) oder hangungmal (한국말), in Nordkorea hingegen chosŏnŏ (조선어) oder chosŏnmal (조선말). Die unterschiedlichen Namen kommen von der in Nordkorea und Südkorea jeweils üblichen Bezeichnung für das Land. In Südkorea wird die Sprache von dem Nationalen Institut für Koreanische Sprache gepflegt.
Grammatikalisch handelt es sich beim Koreanischen um eine agglutinierende Sprache mit der Grundwortstellung Subjekt-Objekt-Verb. Verwandtschaften zu anderen Sprachen sind nach den üblichen Kriterien nicht feststellbar.

## Klassifikation
Die koreanische Sprache ist zusammen mit der Jeju-Sprache und einigen ausgestorbenen Sprachen und der Teil der koreanischen Sprachfamilie, die in der englischsprachigen Literatur als „Koreanic languages“ bezeichnet wird. Sie wird fälschlicherweise auch als isolierte Sprache kategorisiert.
Konventionell wurde sie bis in die 1990er als Teil der altaischen Sprachfamilie behandelt, jedoch hat der ursprüngliche altaische Sprachfamilienvorschlag weitgehend an Unterstützung verloren. Der Grundansatz eines Vergleichs typologischer Merkmale gilt als unzureichend für den Beweis genetischer Verwandtschaft. Diese werden stattdessen als Merkmale des altaischen, bzw. nordostasiatischen Sprachareals aufgeführt. Unter anderem weist das Koreanische nach gleichen Kriterien mehr Gemeinsamkeiten mit den sogenannten paläosibirischen Sprachen auf, jedoch werden deren Mitglieder als unverwandt betrachtet.

### Externe Verwandtschaftshypothesen
Die Hypothese, dass das Koreanische mit dem Japanischen verwandt sein könnte, fand einige Unterstützer aufgrund von einer kleinen Anzahl an Überschneidungen im einheimischen Wortschatz und oberflächlicher grammatikalischer Ähnlichkeiten, die von Forschern wie Samuel E. Martin und Roy Andrew Miller näher untersucht wurden. Sergei Starostin (1991) fand etwa 25 % potenzieller Kognaten in der 100-Wort-Swadesh-Liste für Japanisch und Koreanisch. Einige Linguisten, die sich mit der Beziehung zwischen Japanisch und Koreanisch befassen, darunter Alexander Vovin, argumentieren, dass die angegebenen Ähnlichkeiten nicht unbedingt auf eine genetische Verwandtschaft zurückzuführen sind, sondern auf geographisch bedingte Sprachbundeffekte und intensiven Sprachkontakt, insbesondere vom Altkoreanischen ins westliche Altjapanisch. Ein Beispiel könnte das mittelkoreanische Wort sàm und das japanische asá sein, beide bedeuten „Hanf“. Dieses Wort scheint ein Kognat zu sein, ist im westlichen Altjapanisch gut belegt und taucht in den nördlichen Ryūkyū-Sprachen auf, kommt aber im östlichen Altjapanisch nur in Komposita vor und ist nur in drei Dialekten der südlichen Ryūkyū-Sprachgruppe nachgewiesen. Zudem ist eine alternative, einheimisch-japanische Dublette wo, ebenfalls „Hanf“ bedeutend, im westlichen Altjapanisch und in den südlichen Ryūkyū-Sprachen belegt.
Sowohl im Altkoreanischen als auch im Altjapanischen lassen sich gewisse Gemeinsamkeiten feststellen, wie etwa Agglutination und relativ simple Phonologie. Laut Paul Benedicts Hypothese zur Verwandtschaft zwischen japanischen und Tai-Kadai Sprachen wiesen die japonischen Sprachen ursprünglich einen isolierenden Sprachbau auf, mit möglicherweise rein monosyllabischem Vokabular und einer Verb-Objekt-Satzstellung. Gemeinsamkeiten wie das Suffix -ga werden auf sprachlichen Kontakt zurückgeführt. Einige Linguisten vermuten zudem, dass das Koreanische Teil eines prähistorischen Sprachbundes war, der eine Verbindung zur Sprache der Niwchen (einer Amur-Sprache in Sibirien und auf der Insel Sachalin) nahelegt. Die Annahme, dass Koreanisch mit der japanischen Sprache verwandt sei, wird weiterhin vertreten.
Hudson und Robbeets (2020) schlugen vor, dass es Spuren eines präniwchischen Substrats im Koreanischen gibt. Laut dieser Hypothese waren ursprüngliche Varianten des Niwchischen (auch bekannt als Amurisch) einst auf der koreanischen Halbinsel verbreitet, bevor die koreanischen Sprecher dort eintrafen.
Gelegentlich wird der Hamkyŏng/Ryukjin-Dialekt als separate Sprache behandelt.

## Geschichte
Das Koreanische ist erstmals seit dem 5. Jahrhundert belegt. Altkoreanisch wird von einigen Linguisten in die Gruppe der Buyeo-Sprachen (夫艅) im Norden und der Han-Sprachen (韓) im Süden aufgeteilt und stammt vom Proto-Koreanischen ab.

### Proto-Koreanisch

Verbreitung verschiedener Arten von Bronzeschwertern in Nordostasien

Die Einwanderungen verschiedener Bevölkerungsgruppen aus dem Norden zwischen dem 2. Jahrtausend v. Chr. und der Jahrtausendwende n. Chr. lassen sich mit mehreren zeitgleichen soziokulturellen und historischen Ereignissen in Verbindung bringen. Dazu zählen die Einführung des Trockenreisanbaus im 9. Jahrhundert v. Chr. aus der Liao-Region, der Untergang von Go-Joseon im 2. Jahrhundert v. Chr. und die darauf folgenden Migrationen von Reitergruppen, die Hirseanbau und Viehzucht betrieben, aus dem ehemaligen Go-Joseon in den Südosten der koreanischen Halbinsel. Ein bedeutendes Ereignis in dieser Zeit war die Einführung der Bronzekultur, die etwa im 9. Jahrhundert v. Chr. begann und eng mit der Entwicklung des Proto-Koreanischen verknüpft ist. Archäologische Funde deuten darauf hin, dass die Bronzeverarbeitung nicht nur technologische, sondern auch kulturelle und sprachliche Veränderungen mit sich brachte, die möglicherweise auch die sprachliche Landschaft beeinflussten.
Es wird allgemein angenommen, dass das Proto-Koreanische zwischen dem 9. und 3. Jahrhundert v. Chr. durch Bevölkerungsgruppen aus Südsibirien auf die koreanische Halbinsel gelangte. Im gleichen Zeitraum fanden auch die Migration von Menschen in das Japan der Yayoi-Zeit statt. Silla wurde im 1. Jahrhundert n. Chr. von den genannten Einwanderern gegründet. Einige Sprachwissenschaftler argumentieren jedoch, dass spätere Ereignisse, wie die Expansion von Goguryeo in den Süden Koreas und die Migration der Buyeo-Völker nach Zentralwestkorea, ebenfalls zur Verbreitung der koreanischen Sprachen beitrugen und maßgeblich zur Verdrängung der Halbinsel-Japonischen Sprachen führten.
Einige Wörter, die aus Ortsnamen in von Goguryeo im 5. Jahrhundert eroberten Gebieten abgeleitet wurden, zeigen Parallelen zu japanischen Begriffen. Beispielsweise entspricht *tan, *tuan dem altjapanischen tani („Tal“), während *usaxam dem altjapanischen usagi („Hase“) ähnelt. Aufgrund solcher und weiterer Übereinstimmungen, wie etwa in Zählwörtern, entstand in den 1970er Jahren die Hypothese, dass das Koreanische und das Japanische über die Sprache von Goguryeo miteinander verwandt sein könnten. Heutzutage wird jedoch angenommen, dass diese Ähnlichkeiten auf ein Substrat im südlichen Goguryeo zurückzuführen sind. Dieses Substrat repräsentierte vielleicht nicht die offizielle Sprache des Reiches, deutet jedoch auf das Vorhandensein protojapanischer Sprachen im westlichen Korea hin. Goguryeo verwendete chinesische Schriftzeichen, um grammatikalische Morpheme darzustellen. Beispiele hierfür sind 尸 für das Irrealis-/Prospektives-Gerund-Suffix *-l bzw. *-lh und 乙 oder 肹 für die Akkusativendung *-(u)r.
Die Sprachen der Samhan – Jinhan, Mahan und Byeonhan – im Süden Koreas werden in chinesischen Quellen wie der Wei Shu und der späteren Hou Han Shu als sehr ähnlich beschrieben, insbesondere die Sprachen von Byeonhan und Jinhan. Diese Beschreibungen widersprechen sich jedoch in einigen Aspekten, was darauf hindeutet, dass die sprachliche Situation komplexer war als ursprünglich angenommen. Zudem scheint das Ethnonym Han nicht eindeutig mit einer bestimmten Sprache verbunden zu sein, da es sowohl für Gruppen verwendet wurde, die vermutlich Proto-Koreanisch, als auch für solche, die Proto-Japanisch sprachen.

### Altkoreanisch
Die altkoreanische Sprache ist erstmalig seit dem 5. Jahrhundert belegt.
Die meisten Befunde schriftlicher Überlieferungen stammen aus der Zeit des Vereinigten Sillas des 7. bis 10. Jahrhunderts. Demnach kann Altkoreanisch allgemein als die Sprache Sillas nach der Vereinigung der Drei Reiche verstanden werden. Alternativ wird vom Linguisten Alexander Vovin davon ausgegangen, dass Mittelkoreanisch aus der Sprache Goguryeos hervorgegangen ist, während Baekjes Sprache in Form der Jeju-Sprache weiterexistiert. Silla soll nicht dazu fähig gewesen sein, Korea kulturell zu einigen, weshalb es aufgrund von inneren Unruhen kollabierte. Generell werden auch die Sprachen der Drei Reiche als Varianten des Altkoreanischen bezeichnet.

### Mittelkoreanisch
Die Entwicklung des Mittelkoreanischen wird in das 10. bis zum 13. Jahrhundert eingeschätzt. Bis zur Einführung der phonetischen koreanischen Schrift Hangeul im 15. Jahrhundert sind sprachliche Zeugnisse ausschließlich mit den Schriftsystemen von Idu, Hyangchal und Gugyeol belegt. Idu wurde noch bis ins 19. Jahrhundert verwendet, vor allem von Beamten der Mittelschicht. Gugyeol wurde verwendet, um chinesische Texte mit Glossen zu versehen, ähnlich wie das japanische Man’yōgana und Kunten sowie das spätere Katakana. Hyangchal wurde verwendet, um altkoreanische Volksgedichte aus Silla niederzuschreiben.
Ab Mitte des 15. Jahrhunderts ist Mittelkoreanisch deutlich besser belegt, was auf die Verbreitung von Hangeul im Jahr 1443 zurückzuführen ist.
Ungefähr für die Zeit des Imjin-Kriegs gegen Ende des 16. Jahrhunderts sind phonologische und morphologische Veränderungen belegt, die etwa im 17. Jahrhundert abgeschlossen waren. Das nun entstandene Koreanische weicht vom vorher üblichen Mittelkoreanischen teilweise erheblich ab und stellt im Grunde die heute in Korea gesprochene Sprache dar.

#### Morphologie
Das Koreanische besitzt eine recht komplexe Morphologie, die sich in vielen Formen durch beispielsweise divergierende Wortverwandtschaften sowie durch eine Vielzahl an Flexionsmorphemen ausdrückt.
Beweisbare morphosemantische Verwandtschaften von Wörtern des modernen Koreanischen wie 다스하다 (daseuhada), 따뜻하다 (ttatteuthada), 따듯하다 (ttadeuthada), 따스하다 (ttaseuhada), 따끈하다 (ttakkeunhada), 따습다 (ttaseupda), 따갑다 (ttagapda) und 뜨뜻하다 (tteutteuthada) lassen sich meist bis ins Mittelkoreanische zurückverfolgen. Diese Begriffe teilen eine semantische Grundbedeutung, die mit Wärme, Behaglichkeit und Milde verbunden ist, wobei sich im Laufe der Zeit allmähliche Unterschiede durch semantische Spezialisierung, phonologische Entwicklungen und durch Prozesse wie Reduplikation zur Betonung oder Verstärkung der Bedeutung herausgebildet haben. Der Begriff 다스하다 hatte Bedeutungen wie „mild“, „sanft“ oder „warm“. Im Frühmodernen Koreanisch durchlief 다스하다 phonologische Veränderungen, die zur Entstehung von Formen wie 따스하다 (ttaseu-hada) führten. Die Wandlung des unaspirierten Lenis-Anfangskonsonanten zu einer Fortis (hier 다스- zu 따스-) ist ein häufiges Phänomen im Koreanischen, das oft verwendet wird, um Bedeutung zu verstärken oder eine nuancierte Intimität oder Intensität auszudrücken. Die koreanische Fortis ist der abrupte Beginn der Lautwiedergabe nach einer kurzen Verschluss-Freigabe. Die heutige Form 따뜻하다 (ttatteuthada) entwickelte sich durch weitere phonetische Anpassungen, wie der Vokalhebung und Assimilation.
따뜻하다 (ttatteuthada) bezeichnet eine allgemeine, angenehme Wärme und wird sowohl physisch (z. B. warmes Wasser) als auch metaphorisch (z. B. eine herzliche Atmosphäre) verwendet. Die alternative Schreibweise 따듯하다 (ttadeuthada) ist eine leicht abgeschwächte Variante desselben Begriffs. Eine eher literarisch oder poetisch genutzte Variante stellt 따스하다 (ttaseuhada) dar, die häufig für sanfte Wärme, wie Sonnenstrahlen, freundliche Worte oder eine wohlige Stimmung, genutzt wird.
Intensivere Wärme wird durch 따끈하다 (ttakkeunhada) beschrieben, das oft für einen Zustand der Dinge verwendet wird, die Hitze speichern und abgeben, etwa gekochte Speisen oder warme Decken. Sie wird auch für etwas Frisches, Neues verwendet, wie für spannende Neuigkeiten. Für Wasser und Temperatur wird 따뜻하다 verwendet. Eine leichtere, nachhaltigere Wärme drückt 따습다 (ttaseupda) aus, das sich auf Kleidung, Körperwärme oder Raumtemperaturen bezieht.
따갑다 (ttagapda) hingegen beschreibt eine unangenehme, brennende Hitze, wie Sonnenbrand oder gereizte Haut. Die umgangssprachliche Form 뜨뜻하다 (tteutteuthada) bezeichnet eine moderate Wärme, wird häufig für lauwarmes Wasser oder leicht beheizte Räume genutzt und bezieht sich mehr auf die Atmosphäre eines abgeschlossenen Raums. Eine intensivere Form stellt 뜨끈하다 (tteukkeunhada) dar, das für sehr warme oder heiße Temperaturen verwendet wird, wie beispielsweise ein heißes Bad oder Fußbodenheizung (온돌).
Aus dem mittelkoreanischen Vorgänger ᄃᆞᆺᄒᆞ다 (toshota) entstand durch Epenthese eines zweiten Vokals die Form ᄃᆞᄉᆞ- (toso-). Aus dieser gingen durch Kombination mit verschiedenen Suffixen weitere Formen hervor. ᄃᆞᄉᆞᆸ (tosop-) entwickelte sich durch die Hinzufügung des Suffixes -ᆸ (-p), das eine attributive oder beschreibende Form impliziert. ᄃᆞᄉᆞ롭 (tosolwop-) fügte -롭 (-lwop) hinzu, ein Suffix, das üblicherweise eine Eigenschaft oder Beschaffenheit ausdrückt, hier im Sinne von „eine warme Natur haben“ oder „von Wärme erfüllt sein“. ᄃᆞᄉᆞ- kombinierte sich mit ᄒᆞ다 (hota), wodurch das Verb ᄃᆞᄉᆞᄒᆞ다 (tosohota) entstand, das den Zustand oder die Handlung des Warmseins beschreibt. Reduplikation führte zu ᄃᆞᆺᄃᆞᆺᄒᆞ다 (tostoshota), wobei die Entstehung von Konsonantenclustern und Vokalverschiebungen schließlich Formen wie 따뜻하다 (ttatteuthada), 따끈하다 (ttakkeunhada) und 따갑다 (ttagapda) hervorbrachten. Eine ablautende Form, 듯 (tus-), und deren reduplizierte Variante 듯듯ᄒᆞ다 (tustushota) resultierten in modernen Ableitungen wie 뜨뜻하다 (tteutteuthada), 뜨끈하다 (tteukkeunhada) und 뜨겁다 (tteugeop-). Das mittelkoreanischeᆞ(arae-a) wurde schrittweise zu anderen Vokalen verschoben, während Konsonantencluster glottalisiert wurden, was die heutige /t͈/-Aussprache formte.
Einen ähnliches Beispiel stellen die Wörter 번개 (beongae, „Blitz“), 반딧불 (banditbul, „Glühwürmchen“), 반드시 (bandusi, „sicherlich“) und 뻔하다 (ppeonhada, „offensichtlich“), 번지르르하다 (beonjireureuhada, „glatt, geschmeidig, hinterlistig sein“) etc. dar, deren Semantik sich thematisch ähnelt. Die Bedeutungen von Gewissheit (반드시), Klarheit (뻔하다) und Helligkeit (번개, 반딧불) sind alle durch einen abstrakten Zusammenhang verbunden, der mit Sichtbarkeit, Klarheit oder Intensität zu tun hat, auch wenn er auf verschiedene Konzepte angewendet wird (z. B. physisches Licht vs. die Gewissheit des Geschehens). 반드시 (bandusi) und 뻔하다 (ppeonhada) entwickeln ebenfalls die Idee von Gewissheit oder Klarheit, ähnlich wie etwas, das hell sichtbar oder offensichtlich ist. 번지르르하다 (beonjireureuhada) stellt ein abgeschwächtes Onomatopoetikum dar, das eventuell mit dem -르르- (reureu) das (Aus-)Rutschen auf Eis oder einer glatten Oberfläche widerspiegelt. Reduplikation in solcher Form kommt zumindest meist in anderen Onomatopoetika vor, wie dem Beispiel 딱다그르르하다 (ttakdageureureu-hada, „das Geräusch eines kleinen Objekts, das mehrfach auf einen harten Körper trifft, beispielsweise eine Murmel auf einen Steinboden“).

### Heutiges Koreanisch
In der neuesten Geschichte gab es – bedingt durch die Teilung der Koreanischen Halbinsel – sprachpolitisch getrennte Entwicklungen in beiden Teilen. In Südkorea orientiert sich die Standardsprache in Aussprache und Rechtschreibung eher am Dialekt der Hauptstadt Seoul, in Nordkorea wurde sie dem um Pjöngjang gesprochenen Dialekt angepasst. Die Unterschiede zwischen den koreanischen Dialekten sind vergleichsweise gering, so dass Koreanisch (mit Ausnahme des auf der Insel Jeju-do gesprochenen Dialekts) auf der ganzen Halbinsel gleich gut verstanden wird. Das Fortbestehen der staatlichen Teilung hat aber zu unterschiedlichen Entwicklungen in Nord- und Südkorea geführt. In Südkorea sind viele Begriffe als Lehnwörter wie njusɯ 뉴스 „News“ aus der (amerikanisch-)englischen Sprache übernommen oder aus englischen Wörtern neugebildet worden (Konglish). In Nordkorea hingegen wird bei Wortneubildungen oft auf den koreanischen Kernwortschatz zurückgegriffen. Oft fällt es Flüchtlingen aus Nordkorea anfangs schwer, die vielen englischen Lehnwörter zu verstehen und anzuwenden.

## Geografische Verteilung

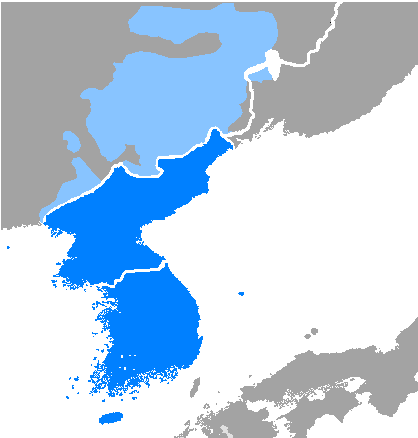
Der koreanische Sprachraum
#0080FF Amtssprache
#88C4FF sprachliche Minderheiten in Russland und der VR China

Dialekte nach dem Koreanischen Nationalatlas

Außerhalb der Koreanischen Halbinsel wird Koreanisch auch noch in Nordostchina in der Grenzregion zu Nordkorea gesprochen. Die koreanische Minderheit in Japan („Zainichi“) ist hauptsächlich in der Region Osaka beheimatet, in der auch das Tsuruhashi Koreatown liegt. Sie ist in die Mindan und die Chongryon organisiert und führt unter anderem auch ein privates koreanischsprachiges Schulsystem.
Es leben ebenfalls viele Korjo-Saram in Zentralasien, Nachkommen der koreanischen Minderheit an der russischen Pazifikküste, die durch die UdSSR massenweise zwangsdeportiert wurden.

### Offizieller Status
Koreanisch ist Amtssprache in Nord- und Südkorea sowie in dem Autonomen Bezirk Yanbian in China.
In Südkorea wird die Sprache vom Nationalen Koreanischen Sprachinstitut (Gungnip gugeowon, 국립국어원), in Nordkorea vom Institut für Sprachwissenschaft der Akademie der Sozialwissenschaften (Sahoe gwahagwon eohak yeonguso, 사회과학원 어학연구소) reguliert.

### Dialekte und Soziolekte
Koreanisch hat verschiedene Dialekte, die umgangssprachlich Satoori (사투리 saturi) genannt werden. Die Standardsprache des Nordens (문화어 munhwaŏ) beruht auf dem Dialekt um Pjöngjang, die des Südens (표준어 pyojuneo) auf dem Dialekt um Seoul. Die beiden sind jedoch sehr ähnlich, und auch sonst sind die Unterschiede zwischen den Dialekten recht gering; eine Ausnahme die Jeju-Sprache, der sich stark von den übrigen Varietäten unterscheidet und für Sprecher anderer Dialekte im Allgemeinen nicht verständlich ist.

### Koreanisch als Fremdsprache
Durch die steigende Popularität der zeitgenössischen südkoreanischen Popkultur, wie K-Pop und koreanische Fernsehdramen, wurde Koreanisch als Fremdsprache in den 2010er Jahren immer beliebter. Die Koreanisch-Sprachprüfung Test of Proficiency in Korean (TOPIK) existiert seit 1997 und wurde seither von mehr als einer Million Menschen absolviert. 2012 nahmen mehr als 150.000 Nicht-Muttersprachler am TOPIK teil. Bei der Übersetzung in und aus dem Koreanischen kommt es für gewöhnlich zur Beonyeoktu (번역투), was sich als ungefähr als „Übersetzungssprache“ verstehen lässt. Beonyeoktu hat die Eigenschaft, Sätze und Phrasen wiederzugeben, die als solches im Koreanischen nicht vorkommen.

## Phonetik und Phonologie

### Konsonanten
|                        |           | bilabial | alveolar | palatoalveolar | velar  | glottal |
| ---------------------- | --------- | -------- | -------- | -------------- | ------ | ------- |
| Plosive und Affrikaten | einfach   | ㅂ p~b   | ㄷ t~d   | ㅈ t͡ɕ~d͡ʑ       | ㄱ k~g |         |
| Plosive und Affrikaten | gespannt  | ㅃ p͈     | ㄸ t͈     | ㅉ t͡ɕ͈          | ㄲ k͈   |         |
| Plosive und Affrikaten | aspiriert | ㅍ pʰ    | ㅌ tʰ    | ㅊ t͡ɕʰ         | ㅋ kʰ  |         |
| Frikative              | einfach   |          | ㅅ s~ɕ   | ㅅ s~ɕ         |        | ㅎ h    |
| Frikative              | gespannt  |          | ㅆ s͈     |                |        |         |
| Nasale                 | Nasale    | ㅁ m     | ㄴ n     |                | ㅇ ŋ   |         |
| Flap                   | Flap      |          | ㄹ ɾ~ɭ   |                |        |         |
| lateraler Approximant  |           |          | ㄹ ɾ~ɭ   |                |        |         |

Beispiele für die Konsonanten:
| Phonem | Beispiel      | deutsche Übersetzung |
| ------ | ------------- | -------------------- |
| p      | 발 [paɭ]      | „Fuß“                |
| p͈      | 빨래 [p͈aɭɭɛ]  | „Wäsche“             |
| pʰ     | 팔 [pʰaɭ]     | „Arm“                |
| m      | 말 [maɭ]      | „Pferd“              |
| t      | 달 [taɭ]      | „Mond“ / „Monat“     |
| t͈      | 딸 [t͈aɭ]      | „Tochter“            |
| tʰ     | 탈 [tʰaɭ]     | „Maske“              |
| n      | 날 [naɭ]      | „Tag“                |
| t͡ɕ     | 자다 [t͡ɕada]  | „schlafen“           |
| t͡ɕ͈     | 짜다 [t͡ɕ͈ada]  | „salzig“             |
| t͡ɕʰ    | 차다 [t͡ɕʰada] | „kicken“             |
| k      | 가다 [kada]   | „gehen“              |
| k͈      | 깔다 [k͈aɭda]  | „beziehen“           |
| kʰ     | 칼 [kʰaɭ]     | „Messer“             |
| ŋ      | 방 [paŋ]      | „Zimmer“             |
| s      | 살 [saɭ]      | „Fleisch“            |
| s͈      | 쌀 [s͈aɭ]      | „Reis“               |
| ɾ      | 바람 [paɾam]  | „Wind“               |
| l      | 알 [aɭ]       | „Ei“                 |
| h      | 화 [ɸwa]      | „Ärger“              |

Die genaue Artikulationsweise der gespannten Konsonanten /p͈, t͈, k͈, t͡ɕ, s͈/ ist umstritten. Bei der Aussprache werden die Stimmlippen gespannt, der Druck unter den Stimmlippen ist erhöht und der Kehlkopf wird gesenkt.
Das Zeichen ͈ (zwei kurze senkrechte Striche) wird hier für die gespannten Konsonanten verwendet. Offiziell wird es in der zur Beschreibung von Sprachstörungen erweiterten IPA zur Bezeichnung einer Fortis-Aussprache gebraucht, in der Fachliteratur wird das Zeichen jedoch auch für „faucalized phonation“ („hohle“ oder „gähnende“ Phonation) verwendet. Manchmal wird in der Literatur auch ein Apostroph (ʼ) eingefügt, doch dieses Zeichen ist eigentlich der Darstellung ejektiver Konsonanten vorbehalten.

### Vokale

Die kurzen Vokale des Koreanischen
Die langen Vokale des Koreanischen

### Einfache Vokale
Im Koreanischen gibt es acht verschiedene Vokalqualitäten und eine Unterscheidung zwischen langen und kurzen Vokalen.
Bei älteren Sprechern hört man noch die Vokale /wø/ und /wy/, die von den meisten Sprechern heute als [we] bzw. [wi] realisiert werden. Die unterschiedlichen Vokallängen scheinen ebenfalls langsam zu verschwinden. Jüngere Sprecher in Seoul unterscheiden oft nicht mehr oder nur unbewusst zwischen /⁠e⁠/ und /⁠ɛ⁠/.
In der koreanischen Schrift wird der Unterschied zwischen langen und kurzen Vokalen heute nicht mehr wiedergegeben.
Beispiele für die Vokale:
| Phonem | Beispiel      | Deutsch  | Phonem | Beispiel        | Deutsch        |
| ------ | ------------- | -------- | ------ | --------------- | -------------- |
| ㅣ i   | 시장 [ɕid͡ʑaŋ] | „Hunger“ | ㅣ iː  | 시장 [ˈɕiːd͡ʑaŋ] | „Markt“        |
| ㅔ e   | 베개 [peɡɛ]   | „Kissen“ | ㅔ eː  | 베다 [ˈpeːda]   | „schneiden“    |
| ㅐ ɛ   | 태양 [tʰɛjaŋ] | „Sonne“  | ㅐ ɛː  | 태도 [ˈtʰɛːdo]  | „Benehmen“     |
| ㅏ a   | 말 [ˈmaɭ]     | „Pferd“  | ㅏ aː  | 말 [ˈmaːɭ]      | „Sprache“      |
| ㅗ o   | 보리 [poɾi]   | „Gerste“ | ㅗ oː  | 보수 [ˈpoːsu]   | „Lohn“         |
| ㅜ u   | 구리 [kuɾi]   | „Kupfer“ | ㅜ uː  | 수박 [ˈsuːbak]  | „Wassermelone“ |
| ㅓ ʌ   | 벌 [ˈpʌɭ]     | „Strafe“ | ㅓ ʌː  | 벌 [ˈpʌːɭ]      | „Biene“        |
| ㅡ ɯ   | 얼음 [ˈʌːɾɯn] | „Eis“    | ㅡ ɯː  | 음식 [ˈɯːmɕik]  | „Essen“        |

### Diphthonge und Halbvokale
Diphthonge werden mit /⁠j⁠/ und /⁠w⁠/ gebildet. Die einzelnen Diphthonge mit Beispielen:
| Diphthong | Beispiel       | Deutsch    | Diphthong | Beispiel       | Deutsch       | Diphthong | Beispiel     | Deutsch |
| --------- | -------------- | ---------- | --------- | -------------- | ------------- | --------- | ------------ | ------- |
|           |                |            | 위 ɥi     | 뒤 [tɥi]       | „Hinterseite“ | 의 ɰi     | 의사 [ˈɰisa] | „Arzt“  |
| 예 je     | 예산 [ˈjeːsan] | „Budget“   | 웨 we     | 궤도 ['kwe:do] | „Schiene“     |           |              |         |
| 얘 jɛ     | 얘기 [ˈjɛːgi]  | „Gespräch“ | 왜 wɛ     | 왜 [wɛ]        | „warum“       |           |              |         |
| 야 ja     | 야구 [ˈjaːgu]  | „Baseball“ | 와 wa     | 과일 [kwaːiɭ]  | „Obst“        |           |              |         |
| 요 jo     | 교사 [ˈkjoːsa] | „Lehrer“   |           |                |               |           |              |         |
| 유 ju     | 유리 [juɾi]    | „Glas“     |           |                |               |           |              |         |
| 여 jʌ     | 여기 [jʌːgi]   | „hier“     | 워 wʌ     | 뭐 [mwʌ]       | „was“         |           |              |         |

Quelle: Handbook of the International Phonetic Association

### Phonologie
/⁠s⁠/ wird vor [⁠j⁠] und [⁠i⁠] zu [⁠ɕ⁠] palatalisiert. Dieses tritt auch bei den anderen Frikativen und Affrikaten auf. Am Wortende wird /s/ zu /t/.
/⁠h⁠/ wird vor [⁠o⁠] und [⁠u⁠] zu [⁠ɸ⁠], vor [⁠j⁠] und [⁠i⁠] zu [⁠ç⁠], und vor [⁠ɯ⁠] zu [⁠x⁠].
/p, t, t͡ɕ, k/ werden zwischen Vokalen bzw. zwischen Vokal und stimmhaftem Konsonant zu [b, d, d͡ʑ, g].
/⁠l⁠/ wird zwischen Vokalen zu [⁠ɾ⁠], am Silbenende zu [⁠ɭ⁠] oder [⁠ɭ⁠].
In der südkoreanischen Standard-Aussprache entfällt /⁠l⁠/ am Wortanfang vor [⁠j⁠] und wird sonst am Wortanfang zu [⁠n⁠]; die entsprechenden Wörter werden in Südkorea auch in Hangeul so geschrieben. In der nordkoreanischen Standard-Aussprache findet diese Veränderung nicht statt, d. h., es wird am Wortanfang immer als [⁠ɾ⁠] ausgesprochen. Beispiele:
- Nordkorea: ɾodoŋ 로동; Südkorea: nodoŋ 노동 („Arbeit“)
- Nordkorea: ɾjʌk̚s͈a 력사; Südkorea: jʌk̚s͈a 역사 („Geschichte“)

In der südkoreanischen Standard-Aussprache entfällt [⁠n⁠] am Wortanfang vor [⁠j⁠]; die entsprechenden Wörter werden in Südkorea auch in Hangeul so geschrieben. In der nordkoreanischen Standard-Aussprache findet diese Veränderung nicht statt. Beispiel:
- Nordkorea: njʌd͡ʑa 녀자; Südkorea: jʌd͡ʑa 여자 („Frau“)

Am Wortende kommen nur sieben Konsonanten vor: [p̚, m, t̚, n, ɭ, k̚] und [⁠ŋ⁠]. Alle Obstruenten (Plosive, Affrikaten, Frikative) werden am Wortende zu nicht gelösten Plosiven [p̚, t̚, k̚].
Vor Nasallauten werden die Plosive /p, t, k/ ebenfalls zu Nasallauten [m, n, ŋ].

### Vokalharmonie
Ursprünglich hatte das Koreanische eine ausgeprägte Vokalharmonie, doch im modernen Koreanischen sind davon nur noch Reste erhalten.

## Grammatik
Die koreanische Sprache ist eine agglutinierende Sprache. Bedeutungseinheiten wie beispielsweise Zeit oder Kasus werden an die Verben (als Suffixe) und Nomen (Postpositionen) angehängt. Besonderheiten des Koreanischen sind die reich ausgeprägten Regeln zu den Formen (Morphologie) der Verben und die Höflichkeitsformen. Sowohl Verb als auch Nomen können innerhalb des Satzes in ihrer Beziehung zum Aussagegehalt und zum Stellenwert durch morphologische Mittel bestimmt werden. Es wird oft vermieden, Sätze in der zweiten Person zu formulieren. Stattdessen wird der Name des Gegenübers, oder besser noch der Titel oder die Verwandtschaftsbezeichnung verwendet und in der dritten Person formuliert.

### Semantik

#### Beziehungen der Sprecher
Die koreanische Sprache ist sehr exakt, wenn es darum geht, die Beziehung der Sprecher auszudrücken. Diese hängt nicht nur davon ab, wie nahe sich die Sprecher stehen, sondern auch von der gesellschaftlichen Stellung, die sich wiederum aus der beruflichen Position oder dem Alter herleitet.
Es existieren mehrere Arten von Höflichkeitsformen (siehe unten), und es existieren wesentlich mehr Verwandtschaftsbezeichnungen und Titel als im heutigen Deutschen. So gibt es allein drei Wörter für Bruder. Der ältere Bruder einer männlichen Bezugsperson wird 형 (hyeong) genannt, der einer weiblichen Bezugsperson heißt 오빠 (oppa). Für jüngere Geschwister wird meist das geschlechtsneutrale 동생 (dongsaeng) verwendet, welches mittels einer weiteren Silbe explizit männlich (oder weiblich) gemacht werden kann, falls man das ausdrücken möchte.
Es ist sehr unüblich, eine höhergestellte Person ausschließlich mit dem Namen anzusprechen; hier wird stattdessen der Titel oder die Verwandtschaftsbezeichnung eingesetzt. Wenn dies auf mehrere Personen zutreffen kann, so wird bei beruflichen Titeln zusätzlich der Familienname genannt, bei Verwandtschaftsbezeichnungen eher Wörter wie 큰 (keun) „groß“ oder 작은 (jageun) „klein“, etwa 큰언니 (keuneonni) (älteste Schwester). Nach unten können durchaus auch nur Namen verwendet werden, teilweise werden aber auch hier Titel verwendet. So sprechen manche Eltern das erste Kind mit 첫째아들 (cheotjjae adeul) „erster Sohn“ bzw. 첫째딸 (cheotjjae ddal) „erste Tochter“ an, um diese Tatsache hervorzuheben.
Die Titel werden jedoch nicht immer in ihrem wörtlichen Sinn verwendet. So reden sich beispielsweise Freunde wie Geschwister an, auch die Eltern des Ehepartners können teilweise wie die eigenen Eltern angesprochen werden. Alte Menschen werden, soweit kein beruflicher Titel angebracht scheint, generell als 할아버지 (harabeoji) „Großvater“ bzw. 할머니 (halmeoni) „Großmutter“ bezeichnet, selbst wenn man diese gar nicht kennt.

### Morphologie

#### Verben
Das Verb ist das wichtigste Element der koreanischen Sprache. Sätze können nur aus dem Verb ohne Personalpronomen bestehen. Die Verben gliedern sich in zwei Hauptgruppen: Prozessverben, die Vorgänge oder Tätigkeiten beschreiben (z. B. 먹다 mʌk̚t͈a „essen“, 감사하다 kamsahada „danken“), und Verben, die Eigenschaften oder Zustände bezeichnen („qualitative Verben“) und damit funktionell den Adjektiven des Deutschen oft nahekommen, z. B. 싸다 s͈ada „preiswert (sein)“, 까맣다 k͈amatʰa „schwarz (sein)“. Außerhalb dieser beiden Hauptgruppen stehen die existenziellen Verben 있다 it̚t͈a „vorhanden sein“ und 없다 ʌp̚t͈a „nicht vorhanden sein“ sowie die Verben -이다 -ida „sein“ (Kopula) und 아니다 anida „nicht sein“.
In koreanischen Nachschlagewerken stehen koreanische Verben als Lemma mit ihrem Stamm und dem Suffix -다 -da. Diese Zitierform ist eigentlich ein Satzmodus und bezeichnet einen Aussagesatz in neutral-formellen Gebrauchssituationen.
Aus dem Stamm wird die Konverbalform (auch „erweiterter Stamm“) gebildet, die Basis für weitere Verbformen, die sich an sie anschließen können, etwa die Vergangenheitsform.
Beispiel für das Verb 먹다 mʌk̚t͈a „essen“:
| 먹 mʌk̚         | Verbstamm                                                                                         |
| 먹다 mʌk̚t͈a     | neutrale Aussageform (Stamm + -다 -da)                                                            |
| 먹어 mʌɡʌ      | Konverbalform (Stamm + -어 -ʌ)                                                                    |
| 먹었다 mʌɡʌtt͈a | Vergangenheitsform (Konverbalform + Vergangenheitsform -ㅆ -s͈ + Endung -다 -da), „gegessen haben“ |

#### Honorativsystem
Das koreanische System der Höflichkeitsstufen (Honorativ) ist ausgesprochen komplex. Das koreanische Verb stellt durch verschiedene Formen den sozialen Kontext der Kommunikation dar. Dabei nehmen die Höflichkeitsformen bewertende Stellung bezüglich des Verhältnisses des Sprechers zum Gesprächspartner (z. B. Honorativ I und II) oder zum Subjekt des Satzes (z. B. Honorativinfix 시 -ɕi-). Anders als beim deutschen „Sie“ ist es bei der Wahl der Höflichkeitsform im Prinzip nicht von Bedeutung, wie nah oder fremd man dem Angesprochenen gegenüber ist. So hätte z. B. auch der ältere Bruder Anspruch auf eine höfliche Ansprache. Im Unterschied zum Deutschen ist es durchaus üblich, dass beide Gesprächspartner unterschiedliche Höflichkeitsstufen benutzen. Parallel mit den Umwälzungen in der Sozialstruktur kommt es auch bei den sprachlichen Höflichkeitsformen zu Nivellierungen und Umbewertungen.
Eine Einteilung der Sprechstufen ist in der Literatur nicht einheitlich geregelt. Die verschiedenen Höflichkeitsformen können zum Teil auch zusammen verwendet werden. Am häufigsten begegnet man in der heutigen gesprochenen Sprache zwei wichtigen Sprechstufen, die als Honorativ I und Honorativ II bezeichnet werden und beide von der Höflichkeit in etwa dem deutschen „Sie“ entsprechen. Sie sollen beispielhaft für das koreanische Honorativsystem vorgestellt werden.

##### Honorativ I
Diese Form wird durch die Konverbalform des Verbes und das Suffix -요 -jo gebildet. Ursprünglich allein im Seouler Dialekt benutzt, wurde diese Honorativform lange Zeit hauptsächlich von Frauen verwendet. Heutzutage ist sie aber in Nord- und Südkorea bei beiden Geschlechtern gleichermaßen verbreitet. Benutzt wird sie meistens (aber nicht ausschließlich) gegenüber Fremden gleicher oder niedrigerer sozialer Rangstufe, aber auch unter befreundeten Erwachsenen.
Normalerweise werden Höflichkeitssilben nur an Verben gehängt, eine Ausnahme ist jedoch das Honorativ I, bei dem die Partikel -요 auch an andere Worte angefügt wird, beispielsweise 저도요 („ich auch“) oder 이따가요 („gleich“/„später“).

##### Honorativ II
Diese Form wird durch den Verbstamm und das Suffix -ㅂ니다 -mnida nach Vokalen oder -습니다 -sɯmnida nach Konsonanten (bzw. -(으)ㅂ니까 -(ɯ)mnik͈a in Fragesätzen) gebildet. Sie wird meistens (aber nicht ausschließlich) benutzt gegenüber Älteren, Menschen mit deutlich höherem sozialen Rang oder bei formellen Anlässen, besonders wenn mehrere Personen angesprochen werden. Auch Nachrichtensprecher im Fernsehen benutzen diese Sprechstufe.

##### Honorativaffix -ɕi-
Die meisten Verben können zusätzlich zur benutzten Honorativform noch mit dem Affix -시 -ɕi- versehen werden. Zum Einsatz kommen kann dieses zum Beispiel, wenn dem Subjekt des Satzes eine höhere soziale Rangordnung über die beiden Gesprächspartner zugewiesen wird. Ebenso kann so in Zusammenhang mit Honorativ I oder II eine besonders höfliche direkte Anrede gebildet werden.

##### Anrede in der Konverbalform
Auch die Anrede in der Konverbalform ist grundsätzlich möglich, die von der Höflichkeit etwa einer Stufe unterhalb des deutschen „du“ entspricht. Gegenüber kleinen Kindern oder sehr engen Freunden und einigen Familienangehörigen ist sie die Norm, gegenüber den meisten Erwachsenen wird sie so gut wie nie eingesetzt, es sei denn, der Sprecher möchte gern einen Streit anfangen.

##### Grußformel
Als Beispiel soll die in Nord- und Südkorea übliche Begrüßung in verschiedenen Honorativformen vorgestellt werden:
| 안녕 annjʌŋ                    | Nur akzeptabel gegenüber kleinen Kindern und sehr engen Freunden |
| 안녕하세요(?) annjʌŋhasejo (?) | Honorativ I + Honorativaffix: In Südkorea übliche Begrüßung normaler Höflichkeit, gilt in Nordkorea gegenüber Fremden als nicht höflich genug. „Mögen Sie Frieden haben!“ oder „Haben Sie Frieden?“ |
| 안녕하십니까? annjʌŋhaɕimnik͈a? | Honorativ II + Honorativaffix: In Nordkorea übliche Begrüßung normaler Höflichkeit, in Südkorea nur in Situationen gebraucht, die größere Höflichkeit erfordern. „Haben Sie Frieden?“               |

#### Nomen
In koreanischen Sätzen werden Subjekt oder Objekt oft weggelassen, wenn der Hörer weiß, was gemeint ist. Auf den Satz „Heinz hat sich ein neues Auto gekauft.“ kann die Frage nach dem Zeitpunkt übersetzt „Wann gekauft?“ lauten. Dies ist anders als im Deutschen, das mindestens „Wann hat er es gekauft?“ erfordert, ein vollständiger Satz. Auch Sexus, Numerus und Kasus werden meist nicht genauer definiert. Auf die Frage „Was hast du gestern gemacht?“ könnte man beispielsweise mit „친구랑 놀러 갔어요“ („t͡ɕʰinɡuɾaŋ noɭɭʌ kas͈ʌjo“) antworten, „ich bin mit einem oder mehreren Freunden ausgegangen“, was deren Anzahl und Geschlecht offen lässt. Auch das Subjekt Ich kommt hier nicht vor; der gleiche Satz wäre auch eine Antwort auf die Frage „Was hat dein Bruder gemacht?“
Bei Bedarf können Genus, Numerus und Kasus als Postposition angehängt werden. Eine unvollständige Liste der möglichen Postpositionen zeigt die folgende Tabelle.
| nach Konsonant      | nach Vokal         | Verwendung                                                                                          |
| 이 -i               | 가 -ɡa             | (neutraler Nominativ)                                                                               |
| 은 -ɯn              | 는 -nɯn            | (markiert Satzthema)                                                                                |
| 께서 -k͈esʌ          | 께서 -k͈esʌ         | (Honorativ-Nominativ)                                                                               |
| 의 -ɯj bzw. -e      | 의 -ɯj bzw. -e     | (Genitiv)                                                                                           |
| ㅅ -t 1             |                    | (alter Genitiv, nur noch in einigen zusammengesetzten Wörtern)                                      |
| 에게 -eɡe           | 에게 -eɡe          | „(jemandem)“ (neutraler Dativ; nur auf Belebtes einschl. Menschen anzuwenden)                       |
| 한테 -hantʰe        | 한테 -hantʰe       | „(jemandem)“ (neutraler Dativ; nur auf Menschen u. Ä. anzuwenden)                                   |
| 께 -k͈e              | 께 -k͈e             | „(jemandem)“ (Honorativ-Dativ; nur auf Menschen u. Ä. anzuwenden)                                   |
| 에게서 -eɡesʌ       | 에게서 -eɡesʌ      | „von (jemandem)“ (neutraler Dativ; nur auf Belebtes einschl. Menschen anzuwenden)                   |
| 한테서 -hantʰesʌ    | 한테서 -hantʰesʌ   | „von (jemandem)“ (neutraler Dativ; nur auf Menschen u. Ä. anzuwenden)                               |
| 을 -ɯl              | 를 -ɾɯl            | (Akkusativ)                                                                                         |
| 에게 -eɡe           | 에게 -eɡe          | (Richtungsangabe: Bewegung, z. B. zu jemandem gehen; nur auf Belebtes einschl. Menschen anzuwenden) |
| 에 -e               | 에 -e              | (Richtungsangabe: Bewegung, z. B. irgendwohin gehen; nur auf Unbelebtes anzuwenden)                 |
| 에 -e               | 에 -e              | (Ortsangabe: Stillstand, z. B. irgendwo sein)                                                       |
| 에 -e               | 에 -e              | (Zeitpunkt)                                                                                         |
| 에서 -esʌ           | 에서 -esʌ          | (Ortsangabe: Aktivität, z. B. irgendwo spielen)                                                     |
| 에서 -esʌ           | 에서 -esʌ          | „von“ (Herkunft, z. B. irgendwoher kommen)                                                          |
| 부터 -butʰʌ         | 부터 -butʰʌ        | „seit; ab; von“ (Zeit- oder Ortsangaben)                                                            |
| 로부터 -ɾobutʰʌ     | 로부터 -ɾobutʰʌ    | „ab, von“ (nur Ortsangaben)                                                                         |
| 까지 -k͈ad͡ʑi         | 까지 -k͈ad͡ʑi        | „bis“ (Zeit- oder Ortsangaben)                                                                      |
| 과 -ɡwa             | 와 -wa             | „und“ (Aufzählung)                                                                                  |
| 과 -ɡwa             | 와 -wa             | „mit (jemandem) zusammen“ (oft zusammen mit 같이 oder 함께)                                         |
| 하고 -haɡo          | 하고 -haɡo         | mit -(ɡ)wa; weniger formell                                                                         |
| 이랑 -iɾaŋ          | 랑 -ɾaŋ            | mit -(g)wa; informell                                                                               |
| 처럼 -t͡ɕʰʌɾʌm       | 처럼 -t͡ɕʰʌɾʌm      | „wie“                                                                                               |
| 과 같- -ɡwa kat-    | 와 같- -wa kat-    | „wie“                                                                                               |
| 과 다르- -gwa taɾɯ- | 와 다르- -wa taɾɯ- | „anders als; im Gegensatz zu“                                                                       |
| 보다 -boda          | 보다 -boda         | „als“ (+ Komparativ)                                                                                |
| 으로 -ɯɾo           | 로 -ɾo             | „nach“ (Richtung); „mit“ (Instrumental)                                                             |
| 들 -dɯɭ             | 들 -dɯɭ            | (Plural)                                                                                            |
| 도 -do              | 도 -do             | „auch“                                                                                              |
| 만 -man             | 만 -man            | „nur“                                                                                               |

Es gibt kein grammatisches Geschlecht (Genus); ob es sich um männliche oder weibliche Menschen oder Tiere handelt, kann durch Präfixe ausgedrückt werden:
| 남 nam-      | männlich              |
| 여/녀 (n)jʌ- | weiblich              |
| 수 su-       | männlich (bei Tieren) |
| 암 am-       | weiblich (bei Tieren) |

## Wortschatz

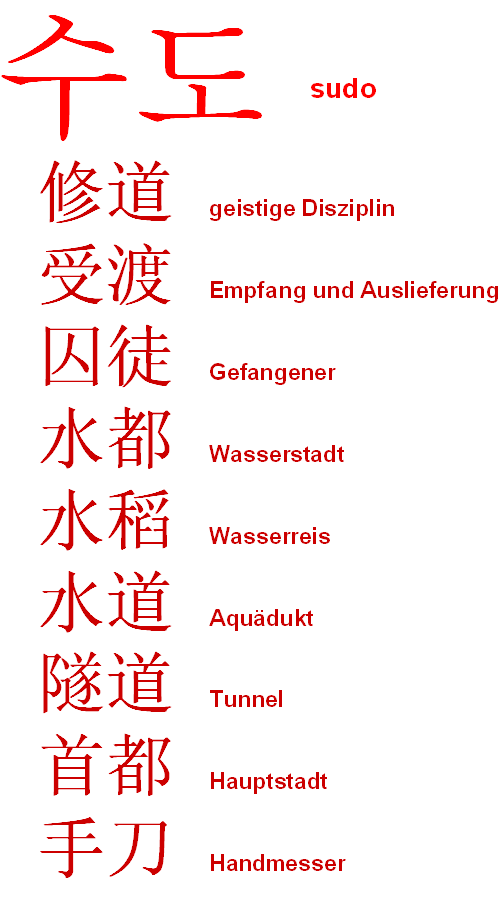
Beispiel für ein Homophon in der koreanischen Sprache. Zuoberst die Hangeulschreibung, darunter die verschiedenen Bedeutungen mit ihren Hanja.

Neben „rein koreanischen“ Wörtern besteht ein großer Teil des koreanischen Wortschatzes (40–60 %) aus sogenannten Sino-koreanischen Wörtern, die sich aus Hanja-Schriftzeichen (Klassisches Chinesisch) zusammensetzen. Der Großteil davon sind Fachbegriffe. Die Zeichen sind über die Zeit hinweg entliehen worden.
Für die meisten Begriffe besteht nebeneinander ein ursprünglich koreanisches Wort und eine sino-koreanische Form.
In jüngerer Zeit wurden in Südkorea Lehnwörter aus dem Englischen übernommen (beispielsweise 컴퓨터 kʰʌmpʰjutʰʌ für Computer). Dabei mussten diese teilweise der koreanischen Phonologie angepasst werden, etwa bei 와이프 waipɯ ← „wife“. Während der japanischen Kolonialherrschaft wurden Bemühungen gemacht, die koreanische Sprache auszulöschen und Koreaner als solches vollständig zu assimilieren. Dabei wurde ebenfalls versucht, den einheimischen koreanischen Wortschatz durch japanisches Vokabular zu ersetzen; unter anderem gelangten die meisten aus dem chinesischen abgeleiteten Begriffe in die gesprochene Sprache als japanische Fremdwörter.
Einige wurden doch übernommen, so das Wort für Schule 학교 hak̚kjo (japanisch: 学校, gakkō) und Zeitung 신문 ɕinmun (japanisch: 新聞, shinbun). In der Nachkriegszeit wurde in beiden Koreas versucht, ältere koreanische Begriffe wiederzubeleben und Lehnwörter durch einheimische Äquivalenten zu ersetzen, so 벤또 pent͈o (← japanisch bentō) in 도시락 toɕiɾak.
Ein Grund für solche Veränderungen sind vom Gebrauch japanischer Wörter hervorgerufene schmerzhafte Erinnerungen an die damalige Zeit.
Selten, aber doch vorhanden sind auch Lehnwörter aus dem Deutschen. Mit 호프 hopʰɯ (Anpassung des Wortes „Hof“ an die koreanische Phonologie, in der der f-Laut fehlt) wird in Nord- und Südkorea eine Kneipe bezeichnet, in der Getränke im westlichen Stil, insbesondere Bier, ausgeschenkt werden, 아르바이트 aɾɯbaitɯ (← japanisch arubaito ← deutsch „Arbeit“) bedeutet wie im Japanischen „Aushilfs- oder Studentenjob“ und mit 닥스훈트 tak̚sɯhuntʰɯ („Dachshund“) ist der Dackel gemeint.

## Schrift

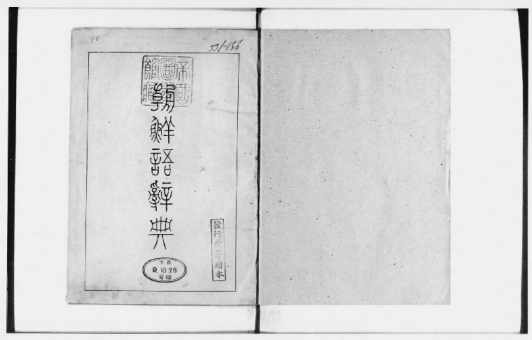
Koreanisches Wörterbuch (1920)

Die koreanische Sprache wird seit dem 15. Jahrhundert mit Hilfe des damals entwickelten Alphabets Hangeul geschrieben. Idu wurde früher verwendet, um das Koreanische zu transkribieren, wurde jedoch aufgrund seiner unhandlichen Beziehung zur koreanischen Sprache durch Hangeul ersetzt. Für Hanja-Begriffe wird heute ausschließlich die Eumdok-Lesung (음독, 音讀) verwendet. In modernen Texten werden Hanja-Begriffe in der Regel in Hangeul geschrieben. Das koreanische Alphabet wird in der Populärliteratur oft als weltweit wissenschaftlichste Schrift bezeichnet. Die Schriftzeichen beziehen sich durch ihre Form auf die artikulatorischen Merkmale der Sprache, ihr Inventar bildet das Phonemsystem auf eine direkt verständliche Weise ab und das Arrangement der Schriftzeichen in rechteckigen Blöcken entspricht weitgehend den Silben der Sprache. Die Wortstruktur orientiert sich an der koreanischen Vokalharmonie.
Die Verwendung chinesischer Schriftzeichen erfolgt manchmal bei Eigennamen und in wissenschaftlichen Texten, um bei Homophonen die genaue Bedeutung zu klären. In der Regel ist dies jedoch nicht notwendig, da die Bedeutung meist aus dem Kontext ersichtlich ist – außer bei Texten in anderen Sprachen. In einigen großen südkoreanischen Zeitungen werden chinesische Schriftzeichen verwendet, allerdings nur für einen kleinen Teil der sino-koreanischen Wörter. Die meisten Zeitschriften verwenden jedoch kaum chinesische Schriftzeichen. Viele Texte geben die chinesischen Zeichen oder die Schreibweise eines Begriffs mit dem koreanischen Alphabet in Klammern hinter der jeweils anderen Schreibung an. In Nordkorea wurden chinesische Schriftzeichen abgeschafft und werden kaum noch verwendet.

## Transkriptionen
Verbreitete Romanisierungen, also Schreibung mit dem lateinischen Schriftsystem, sind die revidierte, die McCune-Reischauer- und die Yale-Romanisierung.
Die McCune-Reischauer-Transkription wurde 1939 veröffentlicht. Eine Variante der McCune-Reischauer-Transkription ist die offizielle Romanisierung Nordkoreas, eine andere war einige Jahre lang die offizielle Romanisierung Südkoreas.
Die Revidierte Romanisierung wurde erst im Jahr 2000 in Südkorea als offizielle Transkription eingeführt.
In wissenschaftlichen Publikationen wird weiterhin fast ausschließlich die McCune-Reischauer-Transkription verwendet. Sie wird unter anderem von den ALA-LC-, APA-, Chicago-Manual-of-Style-, MLA- und NLM-Zitierregeln sowie von fast allen wissenschaftlichen Fachzeitschriften (auch in Südkorea) vorgeschrieben.

## Sprachbeispiel
Allgemeine Erklärung der Menschenrechte, Artikel 1:
모든 인간은 태어날 때부터 자유로우며 그 존엄과 권리에 있어 동등하다. 인간은 천부적으로 이성과 양심을 부여받았으며 서로 형제애의 정신으로 행동하여야 한다.

Modeun Ingan-eun Tae-eonal ttaebuteo Jayuroumyeo Geu Jon-eomgwa Gwonrie Iss-eo Dongdeunghada. Ingan-eun Cheonbujeog-euro Iseong-gwa Yangsim-eul Bu-yeobad-ass-eumyeo Seoro Hyungje-ae-ui Jeongsin-euro Haengdongha-yeo-yahanda.
Alle Menschen sind frei und gleich an Würde und Rechten geboren. Sie sind mit Vernunft und Gewissen begabt und sollen einander im Geist der Brüderlichkeit begegnen.